# اتحاد جماهیر شوروی در المپیک تابستانی ۱۹۸۸

پرچم اتحاد شوروی در زمان بازی‌ها

اتحاد جماهیر شوروی سوسیالیستی در المپیک تابستانی ۱۹۸۸ که در سئول، کره جنوبی برگزار شد، برای آخرین بار به عنوان یک کشور مستقل در بازی‌های المپیک تابستانی شرکت کرد. این کشور با کاروانی قدرتمند، موفق‌ترین کشور این دوره از رقابت‌ها بود و با کسب بیشترین مدال‌ها در صدر جدول قرار گرفت.

### اطلاعات کلی
| کشور                        | اتحاد جماهیر شوروی اتحاد شوروی |
| --------------------------- | ------------------------------ |
| کد کمیته ملی المپیک         | URS                            |
| نام کمیته ملی               | کمیته ملی المپیک اتحاد شوروی   |
| مکان برگزاری                | سئول، کره جنوبی                |
| تاریخ برگزاری               | ۱۷ سپتامبر تا ۲ اکتبر ۱۹۸۸     |
| تعداد ورزشکاران             | ۴۸۱ (۳۱۹ مرد و ۱۶۲ زن)         |
| تعداد رشته‌ها                | ۲۷                             |
| جایگاه نهایی در جدول مدال‌ها | نخست                           |
| مجموع مدال‌ها                | ۱۳۲ مدال                       |
| طلا                         | ۵۵                             |
| نقره                        | ۳۱                             |
| برنز                        | ۴۶                             |

### دستاوردهای مهم
- اتحاد شوروی با کسب ۵۵ مدال طلا، صدرنشین جدول مدال‌ها شد.
- این آخرین حضور رسمی اتحاد شوروی در المپیک تابستانی پیش از فروپاشی در سال ۱۹۹۱ بود.
- شوروی در رشته‌های کشتی، وزنه‌برداری، دوومیدانی، ژیمناستیک و بوکس درخشان ظاهر شد.

### رشته‌های برجسته
- کشتی: تسلط مطلق در کشتی آزاد و فرنگی.
- ژیمناستیک: مدال‌های طلای متعدد در بخش تیمی و انفرادی.
- وزنه‌برداری: قهرمانی در اکثر وزن‌ها.
- دوومیدانی: موفقیت به‌ویژه در پرتاب‌ها و مسابقات استقامت.
- بوکس: مدال‌آوری در چندین رده وزنی.

### تصاویر ورزشکاران و رقابت‌ها

ورزشگاه المپیک سئول

### جدول مدال‌ها
| رده | کشور                                    | طلا | نقره | برنز | مجموع |
| --- | --------------------------------------- | --- | ---- | ---- | ----- |
| 1   | اتحاد جماهیر شوروی اتحاد شوروی          | ۵۵  | ۳۱   | ۴۶   | ۱۳۲   |
| 2   | آلمان شرقی آلمان شرقی                   | ۳۷  | ۳۵   | ۳۰   | ۱۰۲   |
| 3   | ایالات متحده آمریکا ایالات متحده آمریکا | ۳۶  | ۳۱   | ۲۷   | ۹۴    |

### مدال‌آوران برجسته
- سرگئی بوبکا – طلا در پرش با نیزه
- الکساندر کارلین – طلا در کشتی فرنگی
- تاتیانا سامولنکو – طلا در دوومیدانی
- دمیتری بیلوژرتسف – طلا در ژیمناستیک

### نکات تاریخی
- اتحاد شوروی المپیک ۱۹۸۴ لس‌آنجلس را به همراه بلوک شرق تحریم کرده بود و در ۱۹۸۸ بازگشت قدرتمندی داشت.
- موفقیت این کشور در نتیجهٔ سیستم متمرکز و سازمان‌یافته ورزش قهرمانی دولتی بود.
- پس از فروپاشی، ورزشکاران جمهوری‌های سابق شوروی در المپیک ۱۹۹۲ با نام «تیم متحد» شرکت کردند.